# SPV (przedsiębiorstwo)
SPV GmbH (niem. Schallplatten, Produktion und Vertrieb) – niezależna wytwórnia płytowa wydająca szeroko pojętą muzykę rockową i heavymetalową. Powstała w 1984 roku w Niemczech początkowo jako dystrybutor holenderskiej firmy Roadrunner Records. Wytwórnia posiada wiele pododdziałów takich jak: Steamhammer, Synthetic Symphony, Oblivion, SPV Recordings/SPV America, SPV GmbH/Rebel Rec, Audiopharm czy InsideOut Music.
Dla wytwórni nagrywały m.in. takie grupy muzyczne i wykonawcy jak: Sepultura, Kreator, Angra, Alice Cooper, Eric Burdon, Whitesnake, Motörhead, Helloween, Kamelot, King’s X, Judas Priest, Dio, Iced Earth, Moonspell, Saxon, Monster Magnet, Type O Negative, Love Like Blood czy Skinny Puppy.